# عامر شفیع
عامر شفیع (انگلیسی: Amer Shafi؛ زادهٔ ۱۰ فوریهٔ ۱۹۸۲) یک بازیکن فوتبال، و دروازه‌بان (فوتبال) اهل اردن است.
از باشگاه‌هایی که در آن بازی کرده است می‌توان به باشگاه الفیصلی، باشگاه ورزشی اسماعیلی، و باشگاه ورزشی الوحدات اشاره کرد.
وی همچنین سابقه ۱۰۹ بازی ملی در تیم ملی فوتبال اردن در کارنامه دارد.